# 史念海
史念海（1912年—2001年），字筱苏，山西平陆人，中国历史学家，中国现代历史地理学创始人之一。
1932年，考入辅仁大学历史系。1934年成为《禹贡》半月刊的作者和禹贡学会成员，协助顾颉刚编辑出版刊物。大学毕业前，与顾颉刚合撰《中国疆域沿革史》一书，成为中国现代第一部公开问世的沿革地理专著，开启了中国疆域变迁研究的先河。
1941年至1946年，任重庆国立编译馆副编审，兼任复巨大学历史系副教授。
1944年《中国的运河》出版，为历史地理学的一个重大成果。
1947年至1948年担任兰州大学历史系教授。
1948年后，任西北大学教授、陕西师范大学历史地理研究所及唐史研究所所长、副校长，民进中央委员、陕西省委主任委员。